# Liste du patrimoine immobilier classé d'Onhaye
Cette page regroupe l'ensemble du patrimoine immobilier classé de la ville belge d'Onhaye.
| Objet                                                                                                  | Année de construction / Architecte | Adresse | Section communale | Coordonnées                      | Numéro d’inventaire | Illustration                                                                         |
| --- | ---------------------------------- | ------- | ----------------- | -------------------------------- | ------------------- | ------------------------------------------------------------------------------------ |
| Château de Fontaine et alentours                                                                       |                                    |         |                   | 50° 13′ 59″ nord, 4° 45′ 51″ est | 91103-CLT-0002-01   | Château de Fontaine et alentours                                                     |
| Ensemble formé par les ruines du château de Montaigle et les terrains environnants                     |                                    |         |                   | 50° 17′ 35″ nord, 4° 48′ 47″ est | 91103-CLT-0003-01   | Ensemble formé par les ruines du château de Montaigle et les terrains environnants   |
| L'ensemble formé par les ruines du château de Montaigle et les terrains environnants                   |                                    |         |                   | 50° 17′ 35″ nord, 4° 48′ 47″ est | 91103-PEX-0001-01   | L'ensemble formé par les ruines du château de Montaigle et les terrains environnants |
| Ruines du château de Montaigle                                                                         |                                    |         |                   | 50° 17′ 36″ nord, 4° 48′ 56″ est | 91103-CLT-0004-01   | Image manquanteTéléverser                                                            |
| Extension de classement du site formé par les ruines du château de Montaigle (+ANHEE/Haut-le-Wastia)   |                                    |         |                   | 50° 17′ 44″ nord, 4° 48′ 54″ est | 91103-CLT-0005-01   | Image manquanteTéléverser                                                            |
| L'extension de classement du site formé par les ruines du château de Montaigle (+ANHEE/Haut-le-Wastia) |                                    |         |                   | 50° 17′ 44″ nord, 4° 48′ 54″ est | 91103-PEX-0002-01   | Image manquanteTéléverser                                                            |
| Château de Falaën (M) et ensemble formé par le château et ses environs immédiats (S)                   |                                    |         |                   | 50° 16′ 40″ nord, 4° 47′ 42″ est | 91103-CLT-0006-01   | Château de Falaën (M) et ensemble formé par le château et ses environs immédiats (S) |
| Le chœur de l'ancienne église de Serville, transformé en chapelle                                      |                                    |         |                   | 50° 14′ 59″ nord, 4° 46′ 51″ est | 91103-CLT-0007-01   | Image manquanteTéléverser                                                            |
| Ensemble formé par une allée de tilleuls et ses abords                                                 |                                    |         |                   | 50° 14′ 55″ nord, 4° 46′ 12″ est | 91103-CLT-0008-01   | Image manquanteTéléverser                                                            |